# Гідропарк «Сопільче»
Гідропа́рк «Сопі́льче» — найбільший парк Тернополя. Офіційно відкритий у 1985 році.

## Розташування
Парк «Сопільче» розташований у південно-західній частині міста, між житловими масивами «Дружба», «Оболоня» і «Центр».

## Історія
Коли на початку 1960-х років почали зводити перші квартали житлового масиву «Дружба», які оточують сучасний парк із півдня, на місці теперішніх зелених насаджень та озер був пустир — болото і торфорозробки. Туди зливали пульпу, яку викачував земснаряд із дна Комсомольського озера (тодішня назва Тернопільського ставу). А коли до новобудов переїхали новосели, то через пустир проклали широку дорогу, що згодом стала головною алеєю гідропарку. В ті часи навколо цієї дороги не було дерев, і через це її сильно обдувало. Мешканці нового масиву не дуже любили нею ходити, особливо взимку.
У першій половині 1970-х років на місці осушеного болота інтенсивно велись роботи зі створення гідропарку площею 98 гектарів. У цей час озеленюються і схили річки Серет вздовж вулиць Миру і Дружби.
У 1983 році відкрили першу чергу гідропарку, який назвали «Піонерським». У 1985—1987 роках парк був реконструйований. За досить коротких термін на площі у 66 гектарів посадили дерева, проклали нові алеї, викопали яри для річок та ставків. Уздовж центральної алеї збудували фонтани, які віддалено нагадують водограї, що на бульварі Шевченка в центрі міста. На острівцях одного з озер створили козацьке містечко. Недалеко від нього — комплекс на космічну тематику. Дітей вабив авіасалон просто неба, де стояли справжні літаки та гелікоптери (пізніше все це майно прийшло в негідність і було списане на брухт). Поруч — зони атракціонів, активних ігор, культурно-видовищних заходів. У спортивній зоні є аквадром, картингодром, тенісні корти.
Зі здобуттям Україною незалежності гідропарку дали назву древнього поселення, що передувало появі Тернополя — «Топільче».
За останні роки в парку здійснено ряд робіт, які покращили його функціонування. Висаджено багато дерев і кущів, реконструйовано водообмін та водопостачання парку, побудовано склад сухих кормів, допоміжні приміщення, водяні декоративні млини, три футбольні поля із штучними газонами, побудований громадський туалет, відбулась реконструкція фортечного містечка на островах активних ігор, оновлено доріжки та алеї, встановлено міст-альтанку на острів «Слов'янське капище». Ці роботи велись у 2000—2001 роках. У 2007 році проведено реконструкцію огорожі зоокутка, побудовано приміщення для птахів та екіпажу, вольєр для страусів, інші декоративні та господарські споруди.
У червні 2015 року з масиву «Дружба» (від вулиці Карпенка) встановили доріжку-пандус для людей з особливими потребами, матерів з дитячими візочками та велосипедистів. До цього часу тут були тільки сходи і незручна глиняна доріжка.
У 2017 році від дамби до ринку висадили 169 дерев катальпи на алеї «Файне місто Тернопіль», яка стала найдовшою катальповою алеєю в Україні, її довжина становить 1450 метрів.
11 липня 2022 року сесією Тернопільської міської ради ухвалено рішення присвоїти парку назву «Сопільче».

## Комплекс гідропарку
Гідропарк помережаний потічками зі штучними порогами, дамбами з водоспадами. Родзинкою гідросистеми парку є комплекс із водяними млинами. Вода до них подається з Тернопільського ставу природним способом — гідропарк розташований нижче рівня водойми.
Творці гідропарку врахували рельєф місцевості. Дерев'яні скульптури, вежі, хатки, фортеці, видові майданчики, плетені з гілля тини, виконані в єдиному стилі.
Зона тихого відпочинку об'єднує Поляну казок, зоокуток.
У південній частині парку є дитяче «Космічне містечко» з різними космічними об'єктами: ракетами, місяцеходами, роботами та іншими механізмами.
У 2013 році висаджена алея з катальп на честь створення дивізії «Галичина».
У серпні 2015 року відкрито екстрим-парк для занять з екстремальних видів спорту.

## Природа
У парку зростає близько 60-ти видів дерев та кущів.

### Тернопільський зоокуток

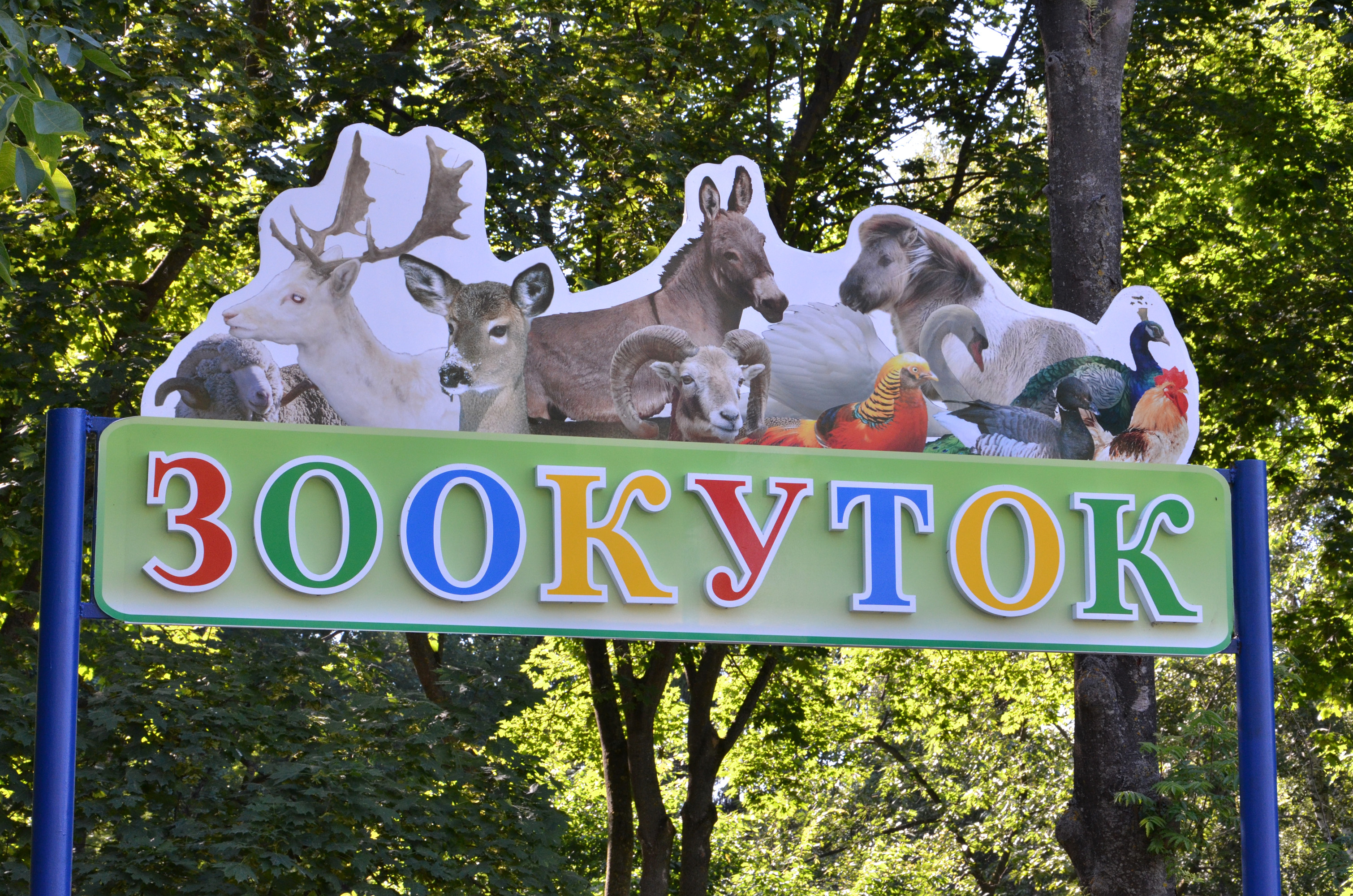
Вхід у зоокуток із центральної алеї

Зоокуток заснований у 1980-их роках. Тут можна побачити фазанів, качок, лебедів, павичів, кіз, ослів, поні, коней, ланей та інших представників фауни. У 2007 році придбані страуси. Є мальовничі острівці, канали і водойми з декоративними плаваючими птахами. В одному із секторів облаштовано місця для любительської риболовлі.
Завідувачем зоокутка є Володимир Дідик.
У листопаді 2021 року у тернопільському гідропарку «Сопільче» у межах зоокутка виконали оздоровчі заходи, щоб побороти наслідки хвороби сибірки поні.

### Пам'ятки природи
У парку «Сопільче» є гідрологічна пам'ятка природи місцевого значення «Тернопільські джерела» (0,10 га).

## Соціальна сфера
На території парку розміщено одне з навчальних приміщень музичного училища, клуб зимового плавання «Нептун», кафе «Водограй», ресторан «Ковчег».
На центральних алеях у теплу пору року розташовуються літні павільйони.

## Входи та виходи

### З масиву«Дружба»
- Навпроти вулиці Михайла Драгоманова — вхід на головну алею парку;
- На вулиці Дружби неподалік від перехрестя з вулицею Миру, через єдиний у місті підвісний міст;
- На стику вулиць Миру та Миколи Карпенка;
- Біля шлюзного моста на дамбі Тернопільського ставу.

### Зцентру
- На початку вулиці Руської — вхід на головну алею парку.

### З мікрорайону«Оболоня»
- На вулиці Торговиця, неподалік ТЦ «Орнава»;
- На вулиці Шептицького, біля овочевого ринку;

## Світлини

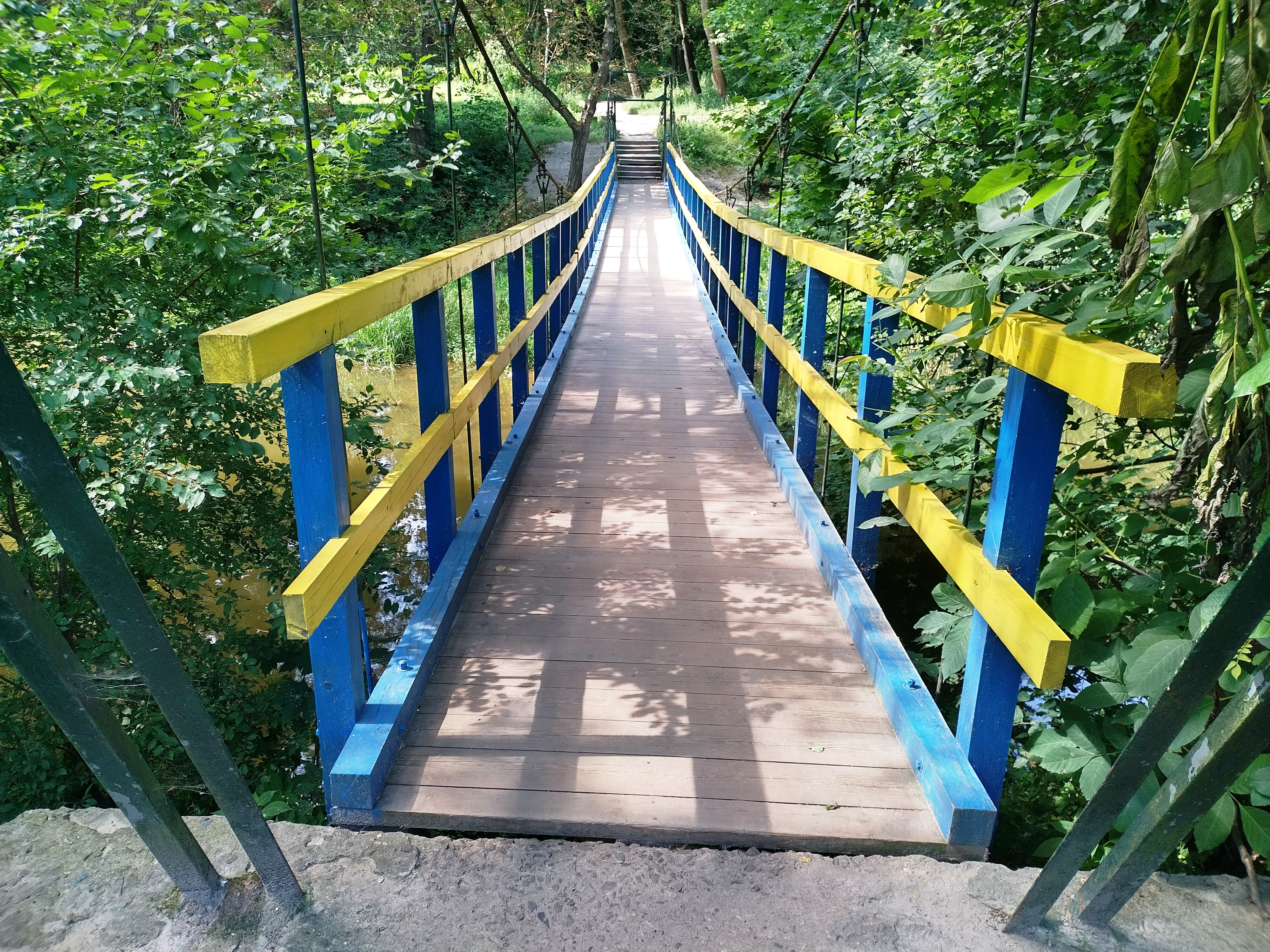
Підвісний міст через річку Серет
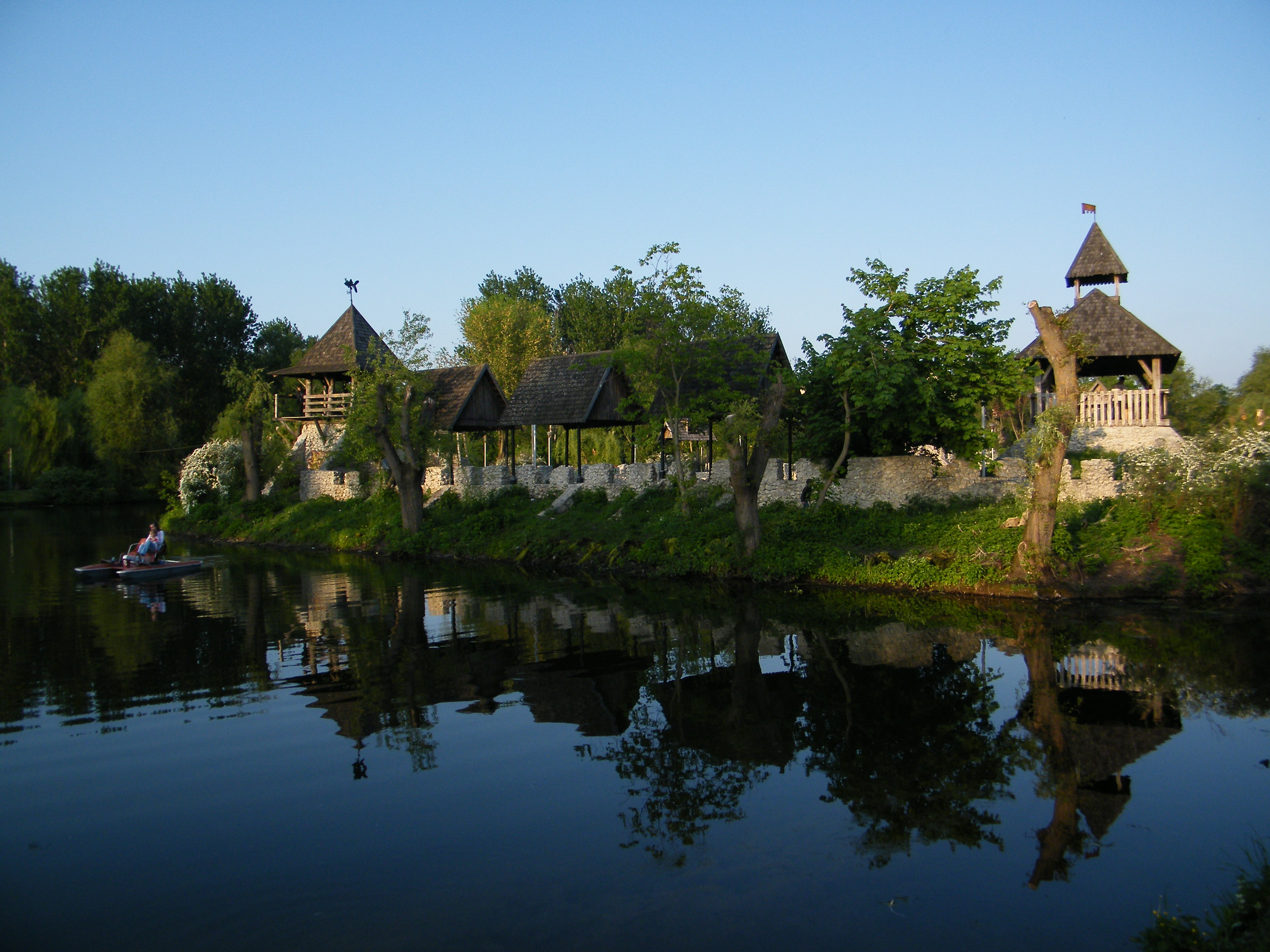
Козацький острів
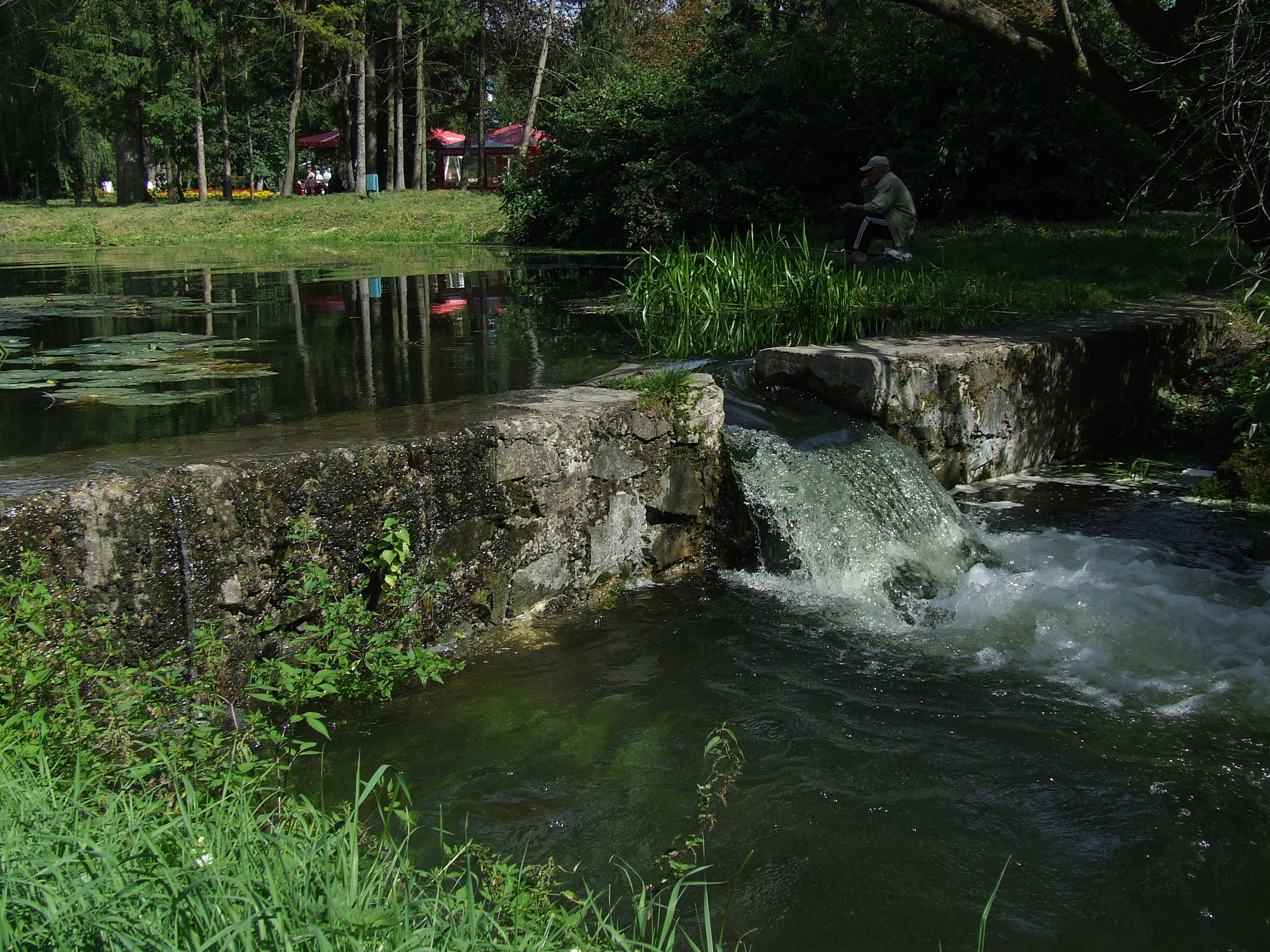
Каскад штучних озер та річок
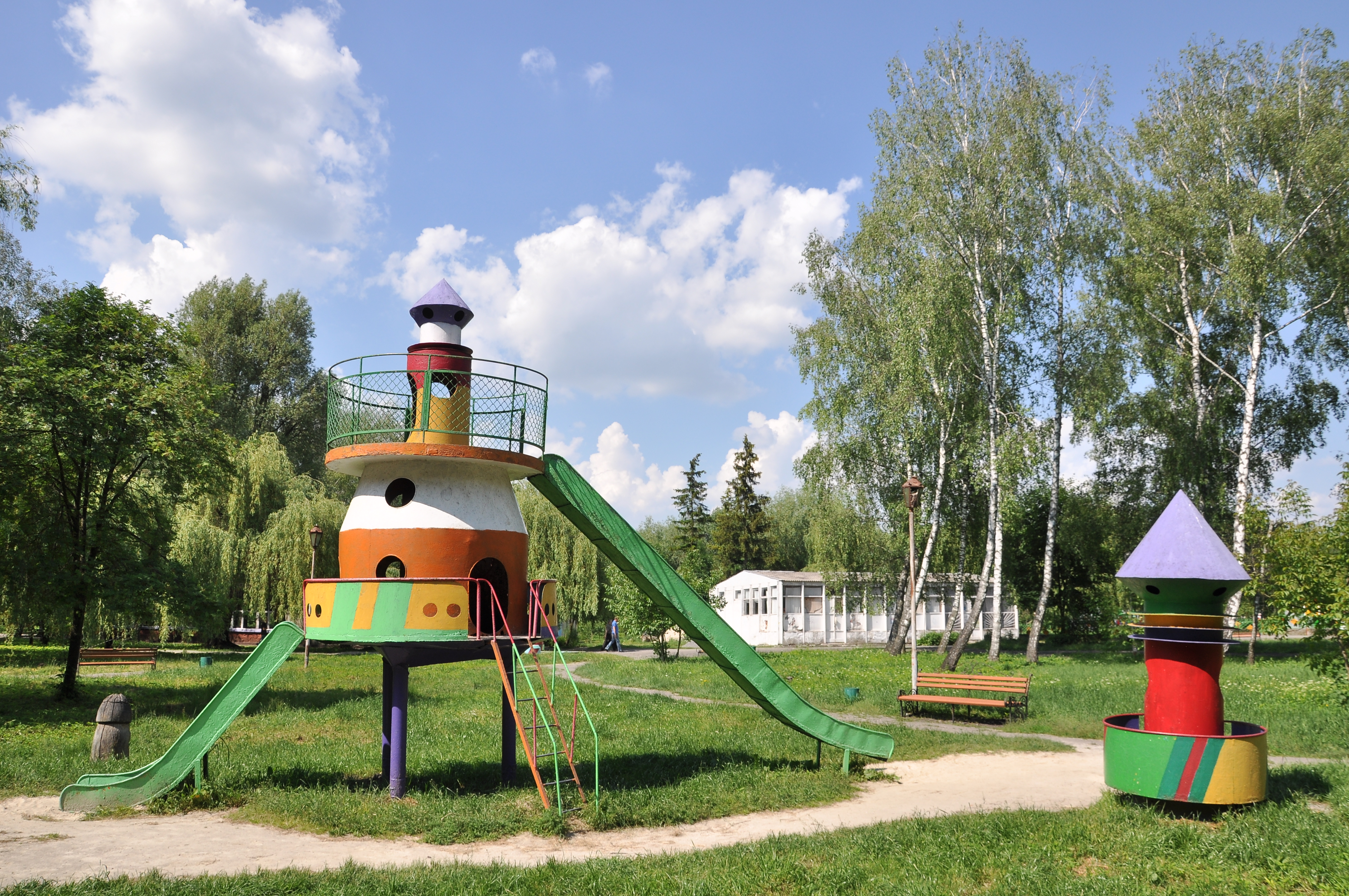
Космічне містечко
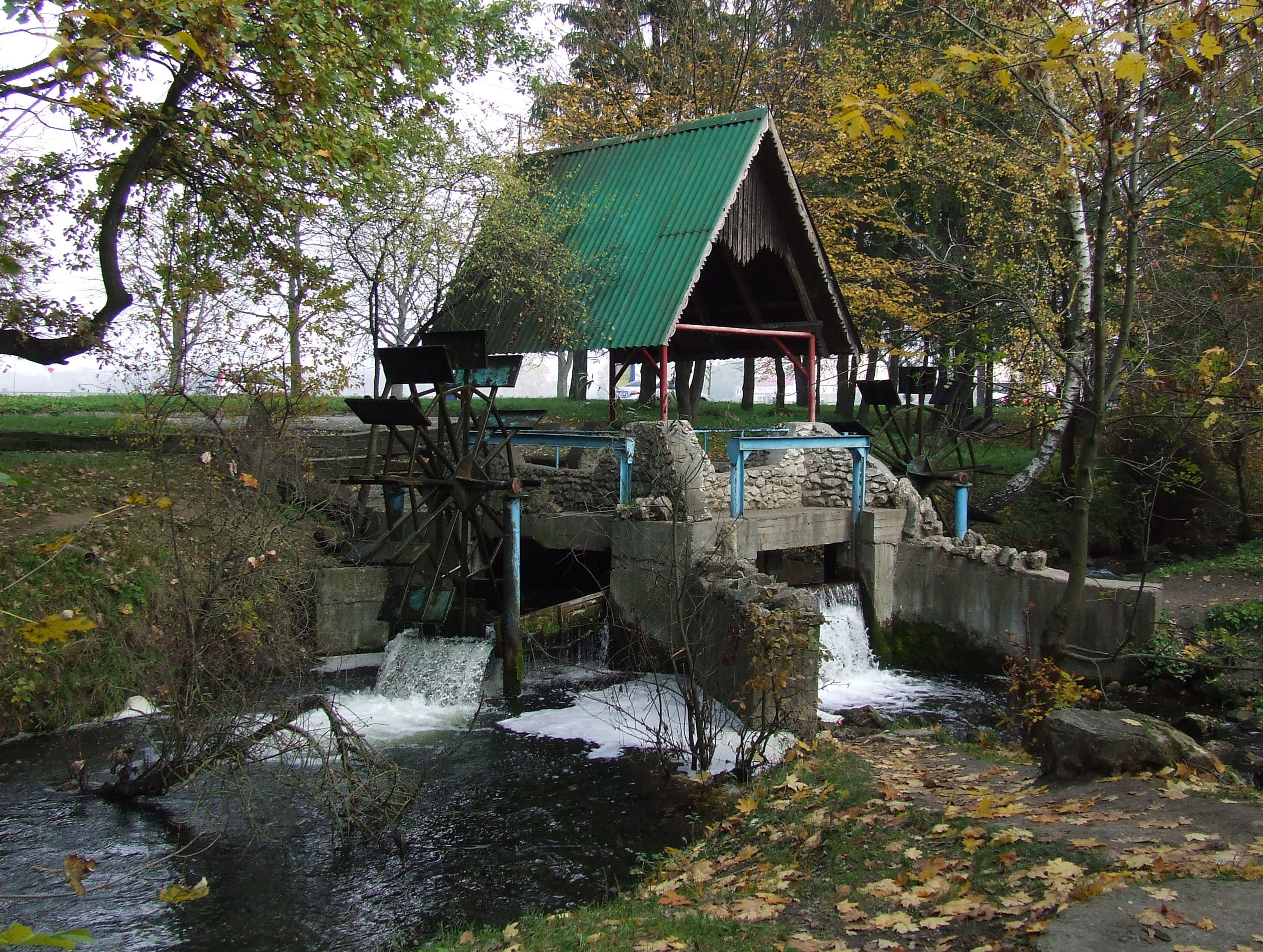
Декоративні водяні млини